# Notarchirico
Notarchirico est un site préhistorique italien, situé près de Venosa, dans la province de Potenza, en Basilicate, en Italie du Sud. Il a été occupé pendant une longue période au cours du Pléistocène moyen et a notamment livré une industrie lithique de type acheuléen et un fémur humain daté d'environ 300 000 ans. 
Depuis décembre 2014, le ministère italien pour les Biens et Activités culturels assure la gestion du site à travers le Pôle muséal de la Basilicate, remplacé, en décembre 2019, par les directions régionales des musées.

## Historique
Le site de Notarchirico fait partie d’un complexe de sites préhistoriques du bassin de Venosa, où les recherches et les fouilles ont commencé dès le début du XXe siècle. À Notarchirico, les fouilles ont commencé en 1979. Entre 1980 et 1985, le chantier a été dirigé par Marcello Piperno. À cette occasion, de nouveaux prélèvements pour datations ont été effectués afin de comparer les différents niveaux de la stratigraphie du site aux datations des couches volcaniques de la région.

## Le site
Le site présente des couches sédimentaires datant du Pléistocène moyen. L'activité humaine sur le site est attestée sur 11 niveaux archéologiques, compris dans une période allant de 600 000 à 300 000 ans. Elle est caractérisée par la présence de nombreux outils en pierre et par des restes de gros animaux comme des éléphants, bisons, aurochs et rhinocéros, appartenant à des espèces éteintes.

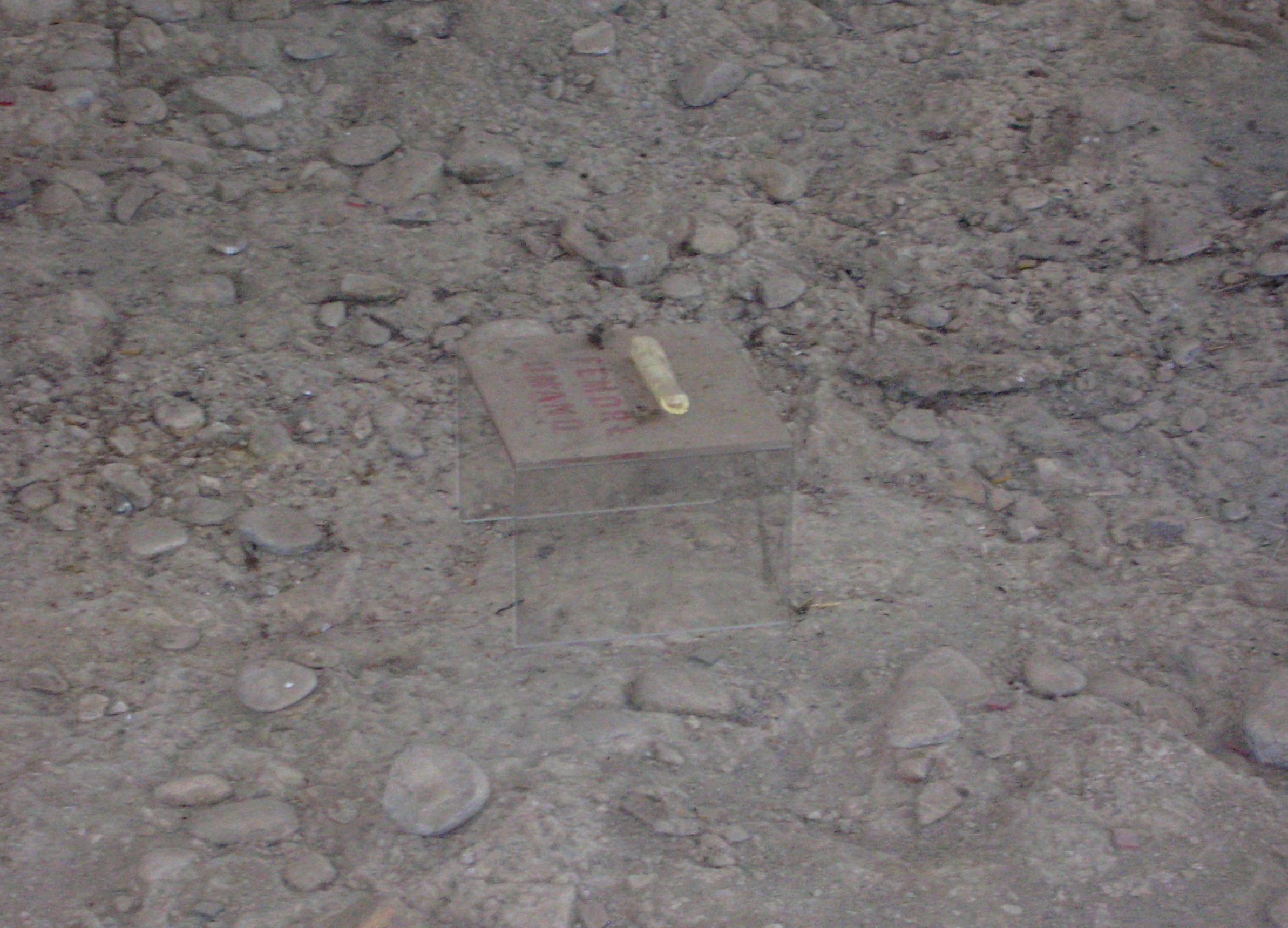
Réplique du fémur humain trouvé sur le site, en exposition sur le sol archéologique de Notarchirico

## Fossile humain
On a découvert sur le site un fragment de fémur humain appartenant à un individu probablement de sexe féminin, dans le niveau supérieur supra alpha. Il est daté d'environ 300 000 ans, et avait été attribué en 2009 à l'espèce Homo heidelbergensis. Cependant, son attribution actuelle reste à préciser, puisque les plus anciens ossements fossiles de l'Homme de Néandertal ont été ultérieurement datés de 430 000 ans, à la Sima de los Huesos, en Espagne.

## Datations

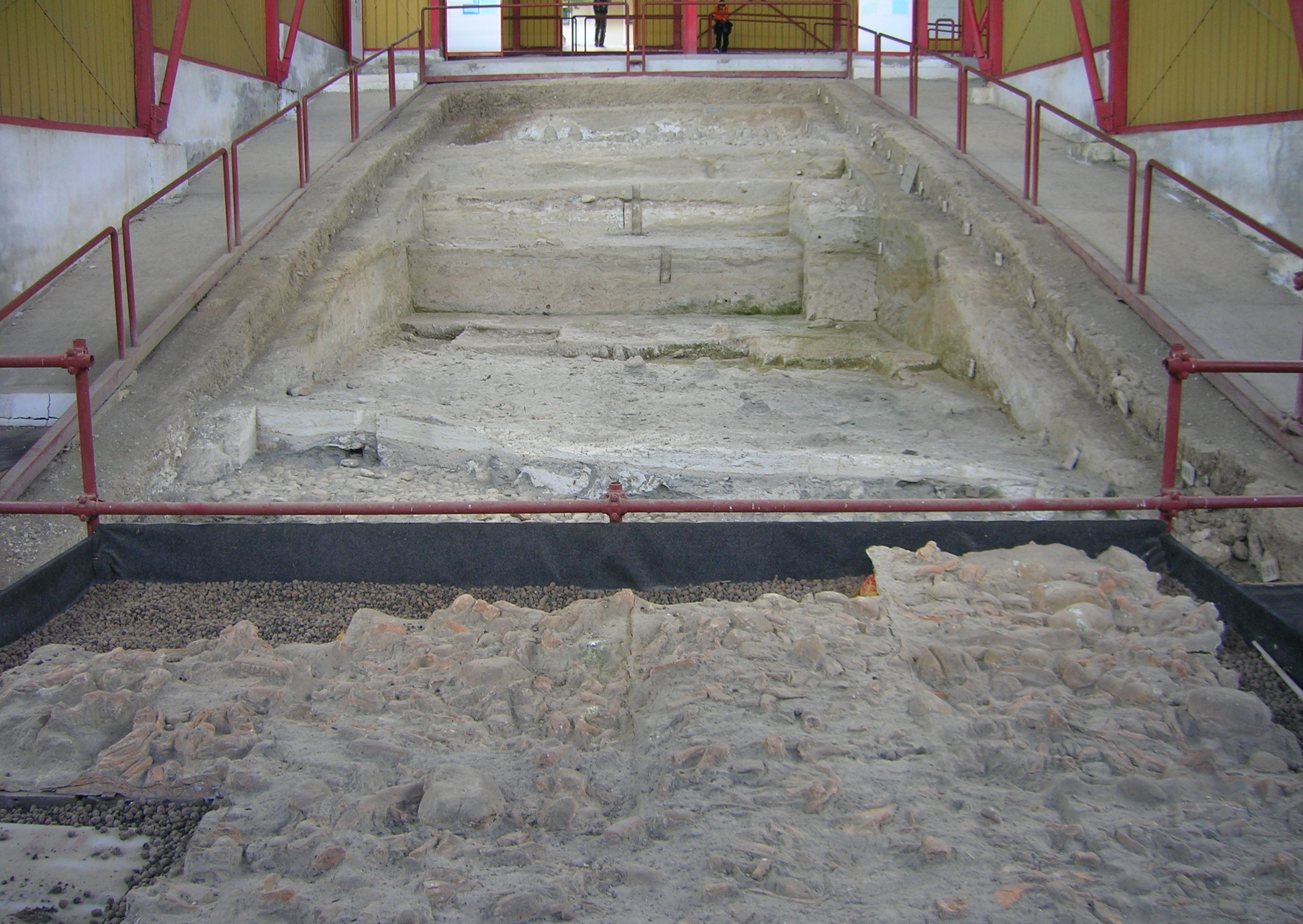
Séquence stratigraphique du site de Notarchirico

## Paléofaune

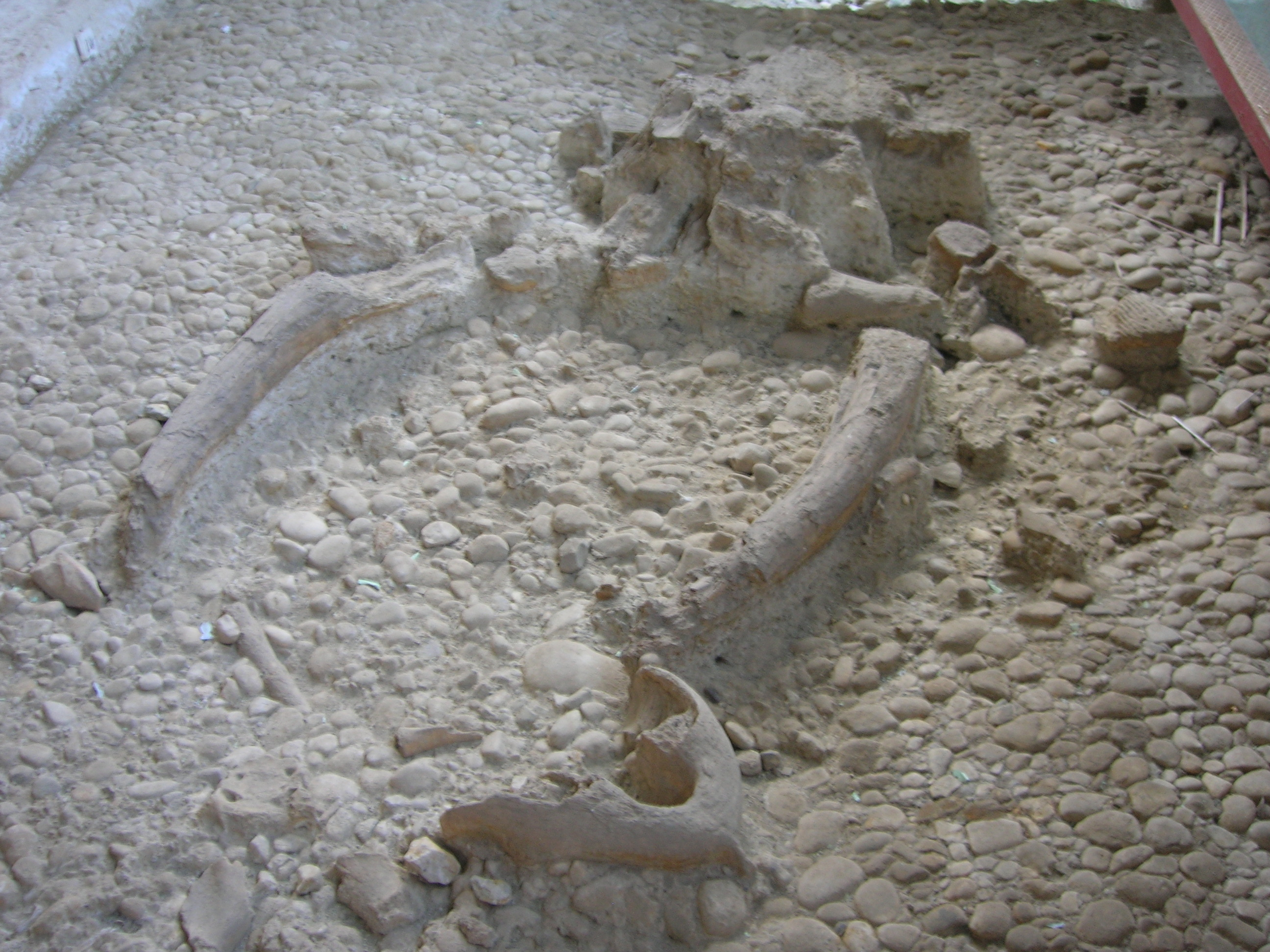
Fossile d'éléphant antique, crâne et défenses, en exposition sur le sol archéologique de Notarchirico

## Paléoenvironnement

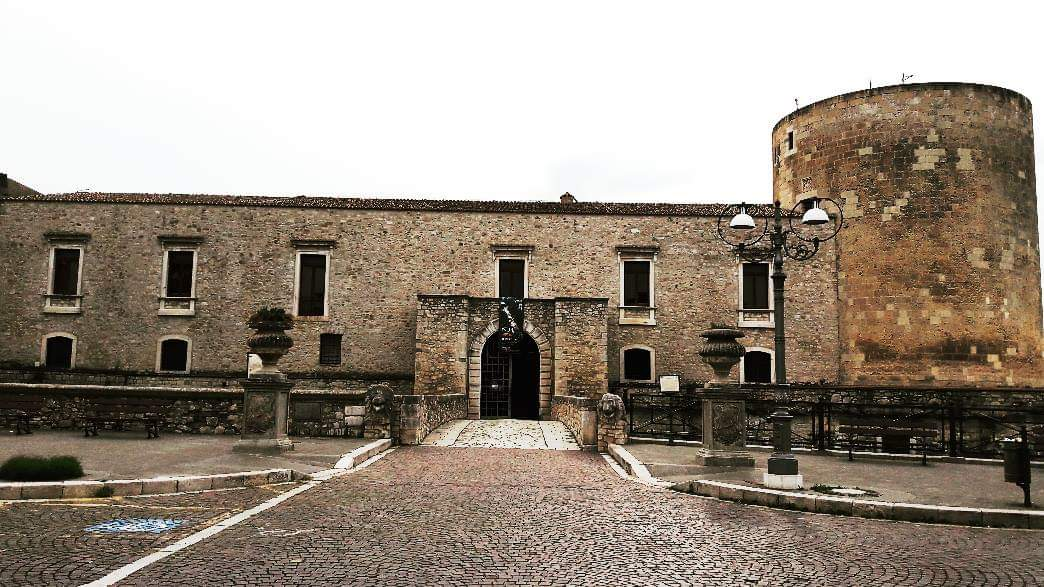
Musée archéologique national de Venosa (entrée du château), où est conservée une partie du matériel archéologique de Notarchirico, dont le fémur humain

## Conservation
La majeure partie des découvertes est exposée au Musée archéologique national de Venosa.
Le matériel de chaque niveau est conservé au Musée de Venosa. Une autre partie du matériel est visible, in situ, sur le site archéologique dans son contexte de découverte.